# بن هدد الثالث
بنهدد الثالث، (بالآرامية: بار حداد) ملك آرام دمشق، نجل ووريث الملك حزائيل، تم ذكر ولايته في سفر الملوك الثاني (13: 3 ، 13: 24). ويعتقد أنه حكم من 796 قبل الميلاد إلى 792 قبل الميلاد على الرغم من وجود العديد من الآراء المتضاربة بين علماء الآثار التوراتيين فيما يتعلق بطول عهده.
يذكر نقش زاكور الأثري «بار حداد ، ابن حزائيل». يمكن أن يكون بار حداد هذا هو بنهدد الثالث أو الثاني.